# Friedhof Am Wehl

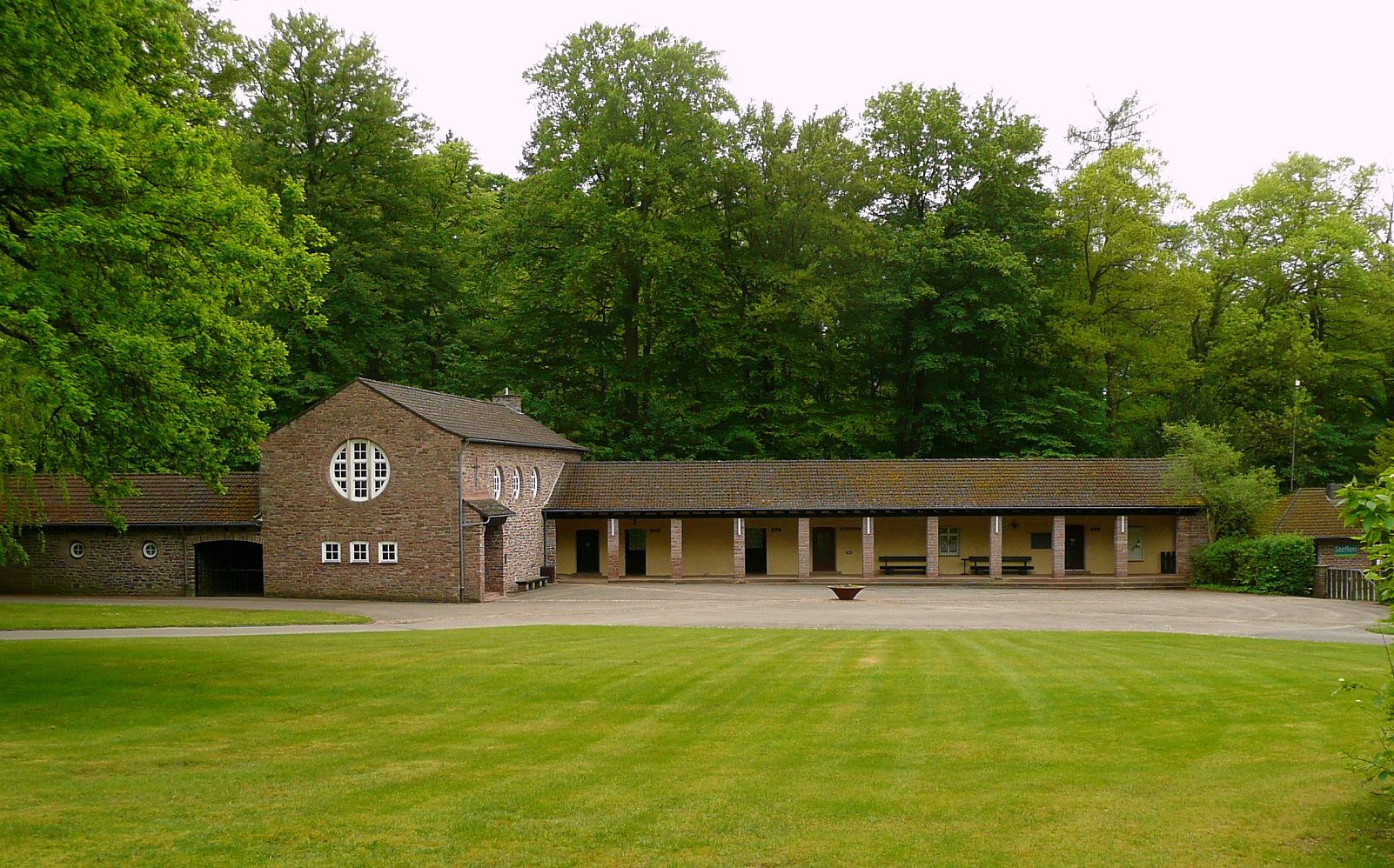
Friedhofskapelle

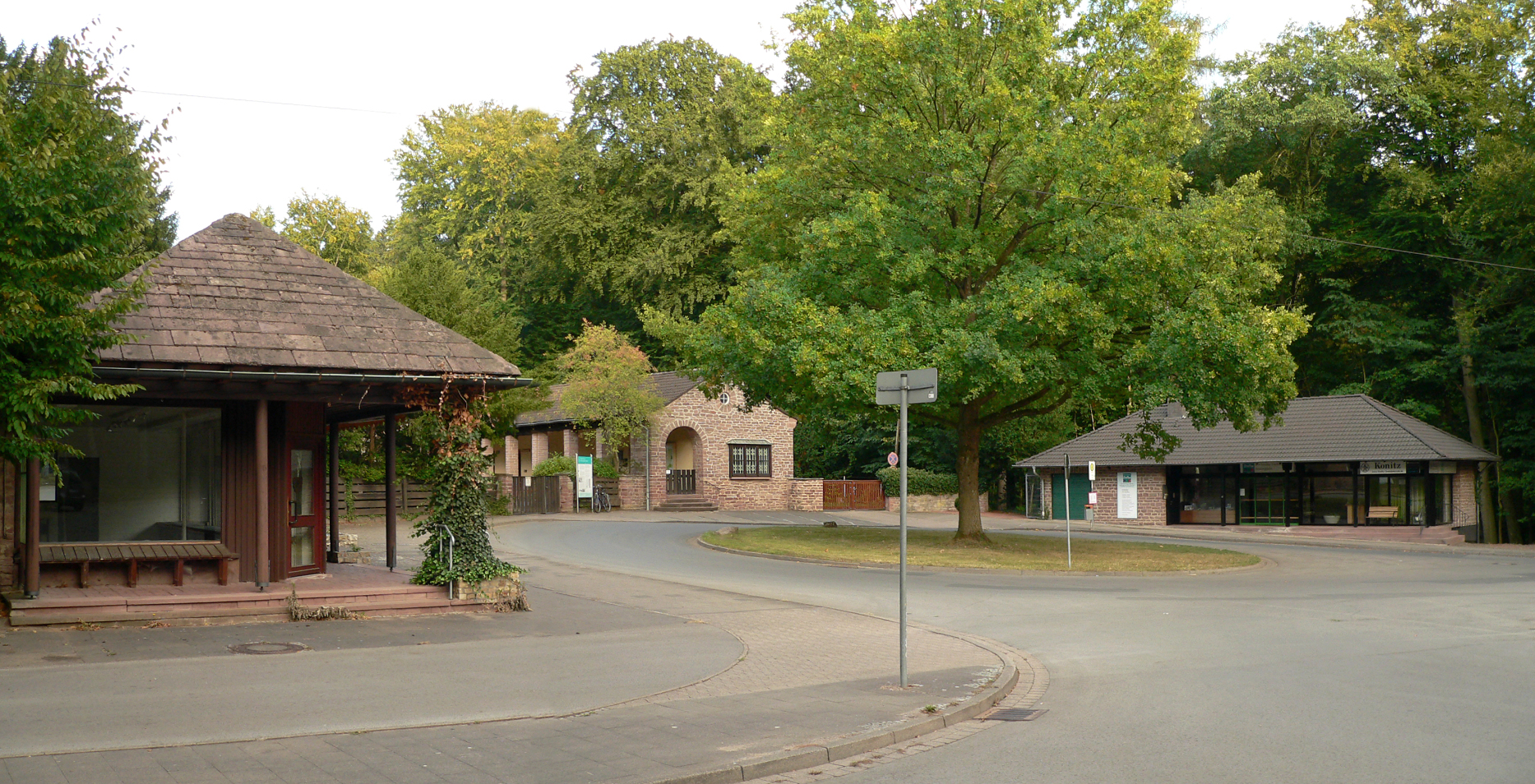
Vorplatz des Friedhofs

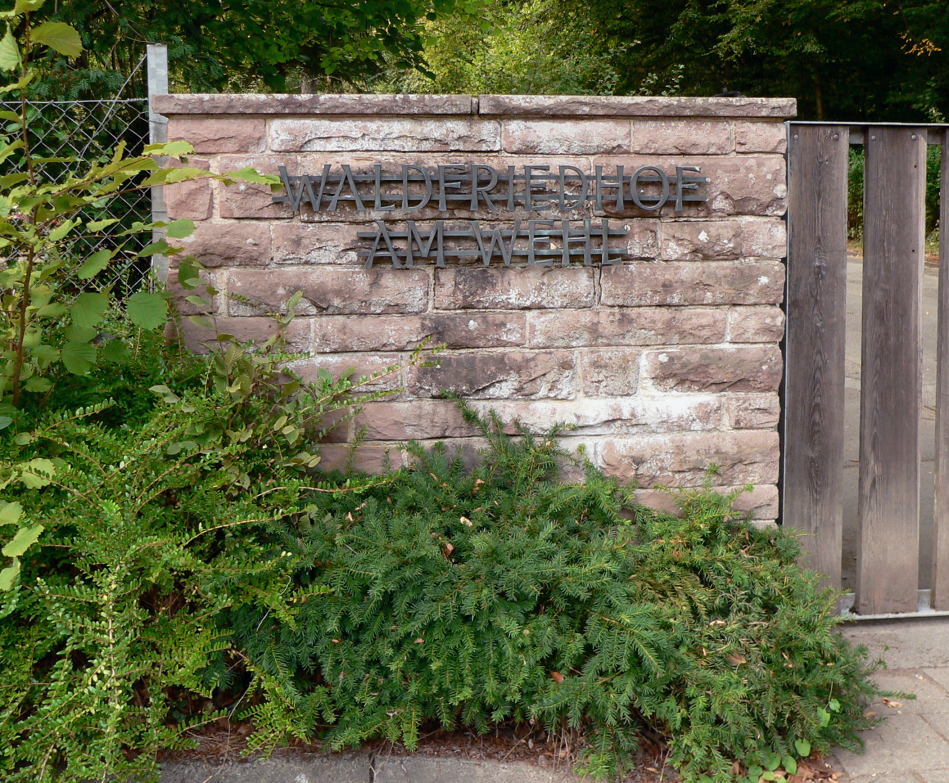
Schriftzug am Haupteingang: Waldfriedhof Am Wehl

Der Friedhof „Am Wehl“ ist ein Waldfriedhof in Hameln, der mit einer Fläche von 31 Hektar der größte Friedhof der Stadt ist.

## Geschichte
Der Name des Friedhofs leitet sich vom Dorf Wehle ab, das sich ab dem 14. Jahrhundert in diesem Bereich befand  und später wüst fiel. Das Gebiet im Umfeld der Dorfwüstung wird als Wehl bezeichnet. Während des Ersten Weltkriegs bestand in dem Bereich ein größeres Kriegsgefangenenlager. Am Lager wurde in dieser Zeit ein Friedhof angelegt, der lange als Russenfriedhof bezeichnet wurde. Auf ihm sind mehr als 700 russische, serbische und belgische Soldaten bestattet, die im Lager verstorben waren.
Im Jahr 1934, während der Zeit des Nationalsozialismus, begann die Anlage des Friedhofs, die damals als „erste große Arbeitsschlacht“ der Stadt Hameln bezeichnet wurde. 1938 erfolgte die Einweihung des städtischen Friedhofs, zu dem eine Kapelle mit Pfarrzimmer, eine Leichenhalle und ein Verwalterwohnhaus mit Wirtschaftsteil gehörten.

## Beschreibung

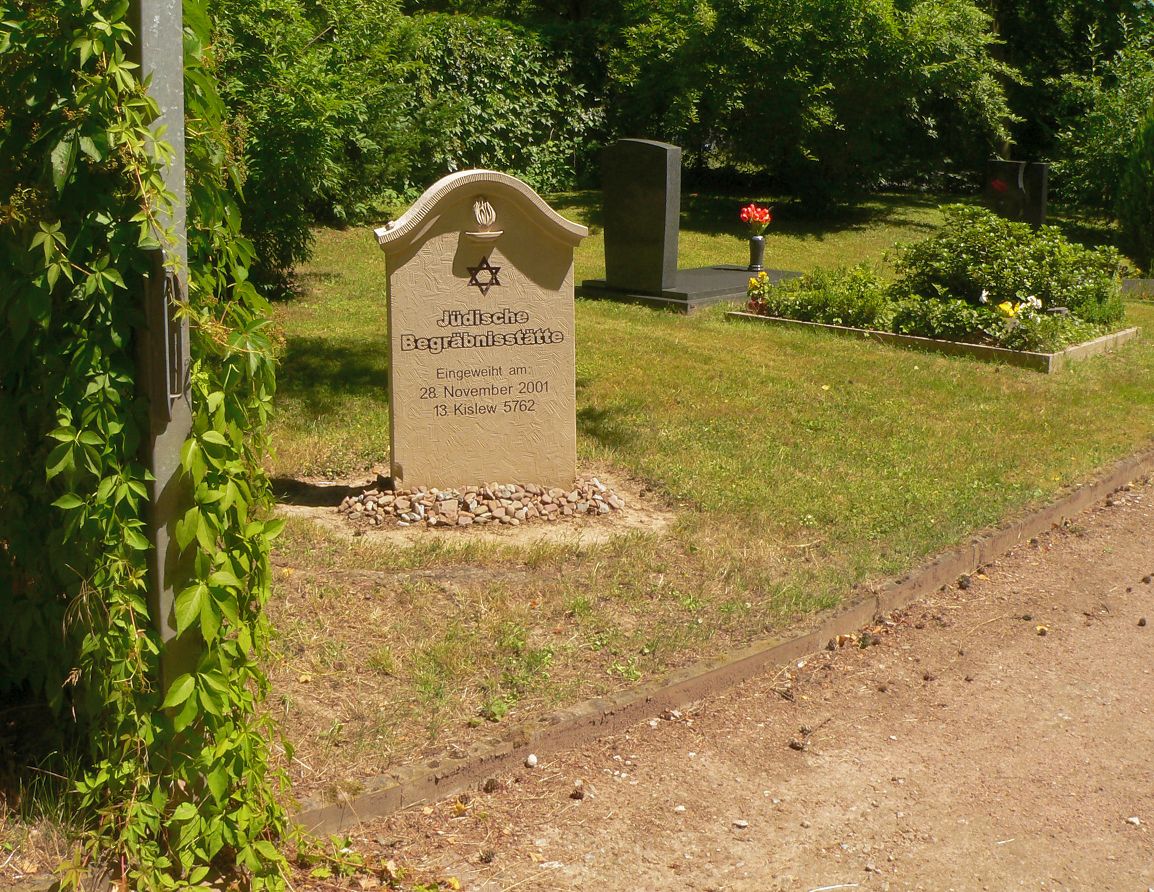
Bereich der jüdischen Begräbnisstätten

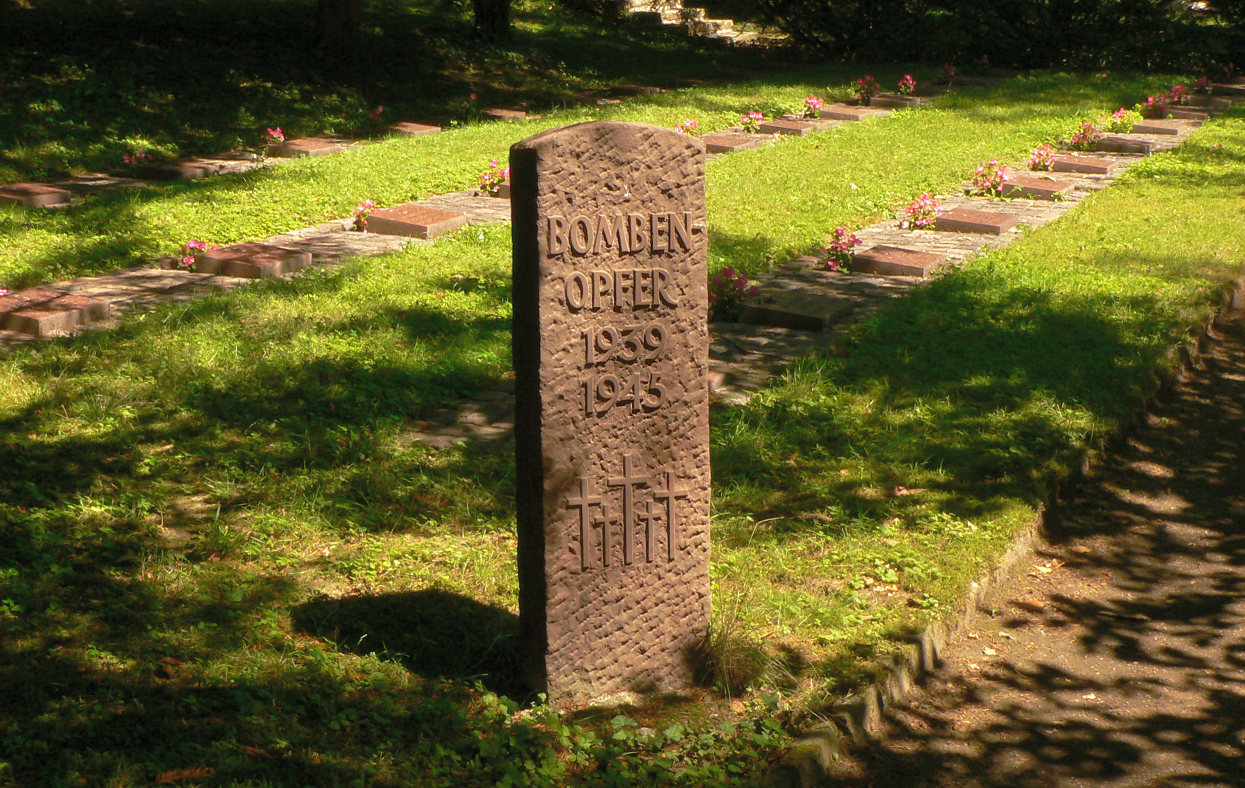
Gräber von Opfern der Luftangriffe auf Hameln im Zweiten Weltkrieg

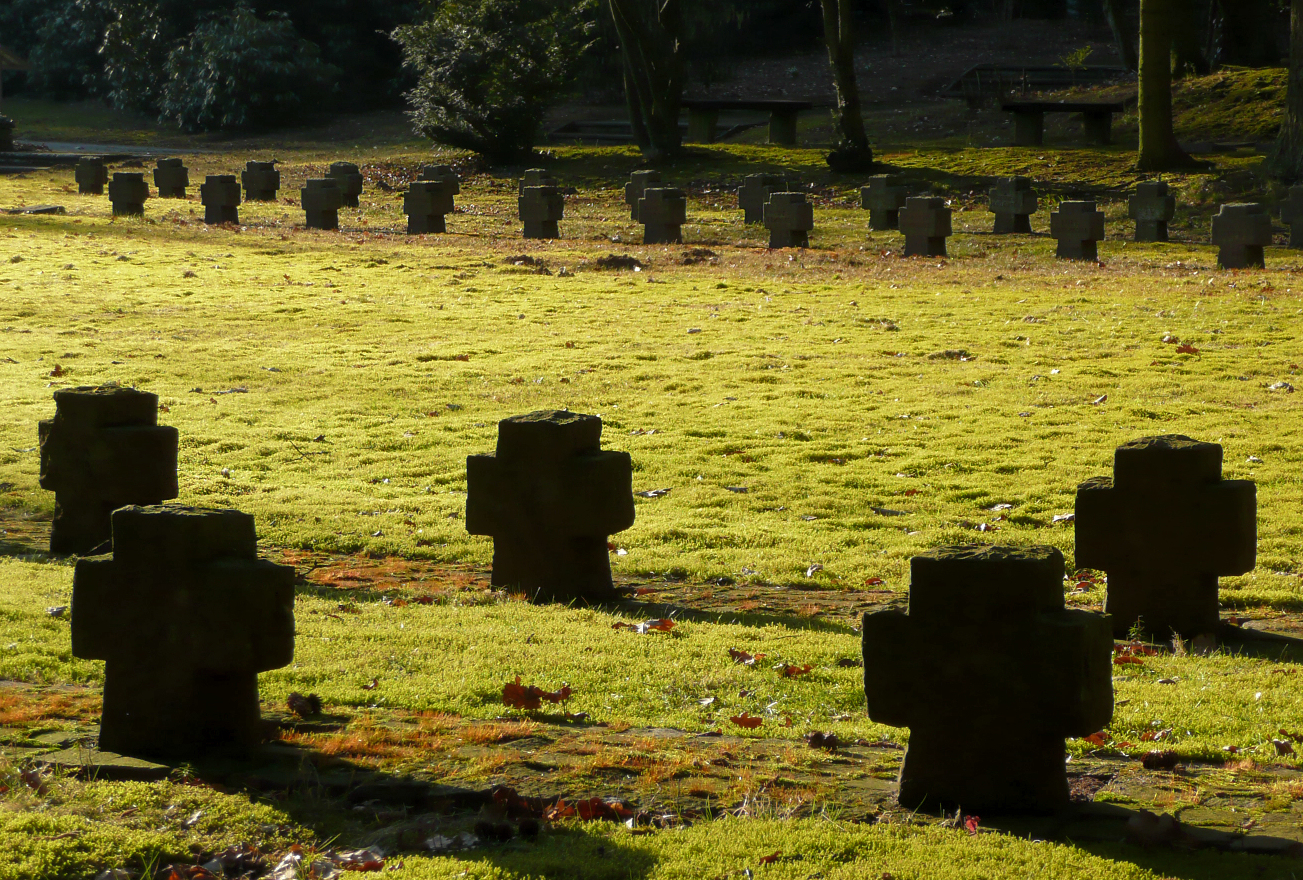
Soldatengräber des Zweiten Weltkriegs

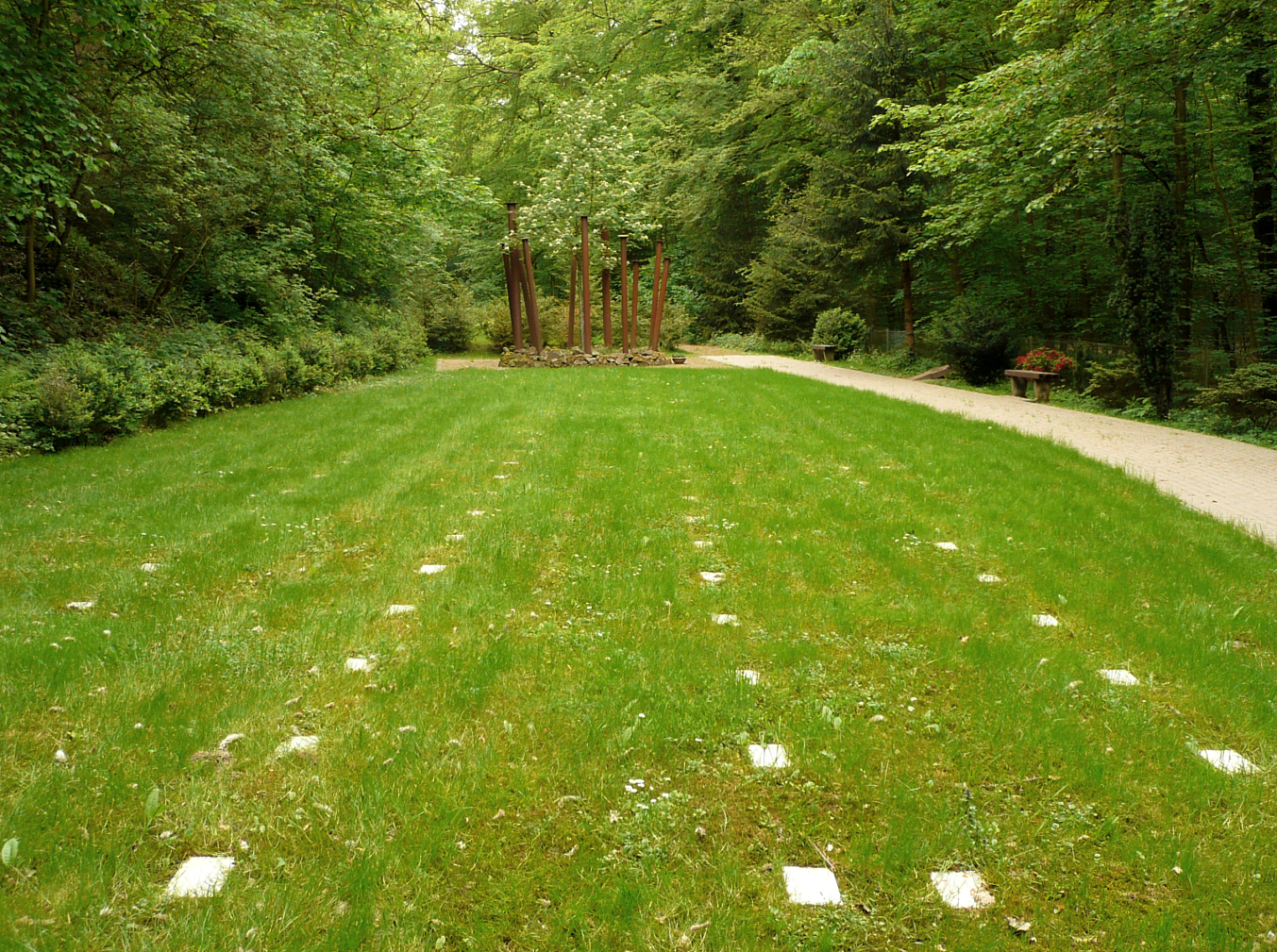
Gräberfeld für die Toten des Zuchthauses Hameln in der NS-Zeit

Auf dem Friedhof sind bekannte Familien und Persönlichkeiten der Hamelner Stadtgeschichte beigesetzt. Darüber hinaus gibt es ein Grabfeld für islamische Bestattung, ein Grabfeld für Sternenkinder und ein Grabfeld für jüdische Bestattungen.
Das Friedhofsgelände weist einen Wechsel zwischen Offenlandschaft und waldähnlichen Strukturen auf, so dass eine Pflanzenvielfalt herrscht und das Gelände für viele Tiere einen geeigneten Lebensraum bietet. Auf dem Friedhof sind mehrere Fledermausarten nachgewiesen, wie Großer Abendsegler, Zwergfledermaus, Bartfledermaus, Breitflügelfledermaus, Bechsteinfledermaus und Braunes Langohr. Seitens der Friedhofsverwaltung wurden Fledermauskästen angebracht.

### Kriegsgräber
Der Friedhof ist Kriegsgräberstätte für mehr als 1800 Kriegsopfer beider Weltkriege. Darunter sind rund 700 russische, serbische und belgische Soldaten aus der Zeit des Ersten Weltkriegs auf dem Gräberfeld für die Kriegsgefangenen des Ersten Weltkrieges, 300 Zwangsarbeiter aus der Zeit des Zweiten Weltkriegs, zumeist aus Polen und Russland, auf dem Gräberfeld für ausländische Kriegsopfer des Zweiten Weltkrieges, 195 zivile Opfer der Luftangriffe auf Hameln auf dem Gräberfeld für deutsche Bombenopfer und 200 deutsche Soldaten, die bei der Verteidigung von Hameln gefallen sind.

### Zuchthaushäftlinge
Auf dem Gräberfeld C I wurden 181 Häftlinge des Zuchthauses Hameln bestattet, die aufgrund der unsäglichen Bedingungen vor Kriegsende gestorben waren. Nach dem Krieg kam es zu Umbettungen in die Heimatländer der Verstorbenen, so dass sich dort noch 139 Bestattungen befinden. 1976 ebnete die Stadt Hameln die Gräber ein, obwohl Kriegsopfern ein dauerhaftes Ruherecht zusteht. In der Folge von Nachforschungen durch Schüler des Albert-Einstein-Gymnasiums Hameln (AES) wurde 2005 eine Hinweistafel aufgestellt und 2006 die verwilderte Fläche durch Jugendliche bei einem internationalen Workcamp des Volksbundes Deutsche Kriegsgräberfürsorge wieder hergerichtet. 2014 wurde ein Denkmal nach Entwürfen von Schülern des AES auf dem Gräberfeld aufgestellt.

### Hingerichtete
Im Hamelner Gefängnis wurden ab dem 13. Dezember 1945 bis 1949 von der britischen Besatzungsmacht 201 Personen hingerichtet; davon 156 als Kriegsverbrecher. Von diesen waren 82 in den Hamburger Curiohaus-Prozessen verurteilt worden. Darunter waren auch die im Rahmen des Bergen-Belsen-Prozesses Verurteilten, die KZ-Aufseherinnen Irma Grese, Elisabeth Volkenrath und Johanna Bormann, der Lagerkommandant Josef Kramer, der KZ-Arzt Fritz Klein, Fritz Knöchlein und Bernhard Siebken. Weitere Hingerichtete waren KZ-Ärzte, KZ-Kapos, SS-Aufseherinnen und Kommandeure von SS-Einheiten (2. SS-Totenkopfregiment, SS-Division Totenkopf), wie Walter Sonntag. Die letzte Hinrichtung erfolgte am 6. Dezember 1949 an einer Displaced Person wegen Schusswaffengebrauchs mit Todesfolge. Die Leichen wurden zunächst auf dem Zuchthausgelände, ab Mitte 1947 im Gräberfeld C III anonym bestattet. Alle Leichen vom Zuchthausgelände wurden umgebettet.
Für Rechtsradikale wurde der Friedhof zu einem Wallfahrtsort, an dem zum Beispiel im November 1985 die Freiheitliche Deutsche Arbeiterpartei eine Gedenkstunde abhielt und 2015 Mitglieder der Neonazi-Frauengruppe Düütsche Deerns Zweige, Kerzen und Steine mit den Namen von Hingerichteten niederlegten. Die Auflösung des Gräberfeldes wurde 1974 durch eine NPD-gestützte Bürgerinitiative verhindert. Die Einebnung erfolgte 1986 infolge von tätlichen Auseinandersetzungen auf dem Friedhof.

## Grabmäler (Auswahl)
- Charles Machon (1893–1944), Widerstandskämpfer
- Elsa Buchwitz (1929–1997), Kommunalpolitikerin
- Otto Müller-Haccius (1895–1988), SS-Oberführer und IHK-Geschäftsführer